# MPC5xx
Gli MPC5xx sono una famiglia di microprocessori con set di istruzioni PowerPC a 32 bit sviluppato per il mercato embedded. Questi processori sono disponibili a frequenza comprese tra i 40 e i 66 MHz e solitamente sono utilizzati nelle automobili. Sono considerati dei microcontrollori dato che hanno una microarchitettura inusuale. Non hanno MMU, hanno una SRAM integrata nel chip e un'ampia memoria flash a bassa latenza sempre integrata nel chip.

## Caratteristiche
Le periferiche incluse nei processori sono molto varie ma di frequente includono un convertitore analogico digitale (QADC) una unità di temporizzazione (TPU), un gestore di porte seriali, UART o GPIO (QSMCM). La famiglia MPC5xx deriva dalla famiglia PowerQUICC ma a differenza di questa utilizza un'architettura Harvard a singolo core. A differenza della famiglia 8xx la famiglia 5xx ha un'unità FPU. Fin dai primi modelli la famiglia è stata dotata di cache istruzioni e negli integrati recenti il processore integra un'ampia memoria NOR flash con bassa latenza verso il core. Le versioni a basso costo omettono la memoria flash dato che la sua integrazione richiede moltissimi transistor e quindi incrementa sensibilmente il costo di produzione. Molti programmi per automazione e per il controllo sono formati da loop molto lunghi che spesso non stanno nella cache del processore e quindi la disponibilità di una rapida SRAM accessibile in un solo ciclo di clock migliora sensibilmente le prestazioni del processore. L'accesso alla memoria estera invece risulta molto lento dato che questi sistemi normalmente non sono dotati di ampi bus funzionanti a frequenze elevate dato che il gestore della memoria non è molto avanzato e comunque per lo sviluppo di un bus ad elevate prestazioni complicherebbe il progetto delle schede madri senza offrire miglioranti nella maggior parte delle applicazioni. La semplicità del controller della memoria ha inoltre reso la famiglia di processori relativamente comune tra gli hobbisti che apprezzano la semplicità di collegamento della memoria.